# 維杜爾冰川

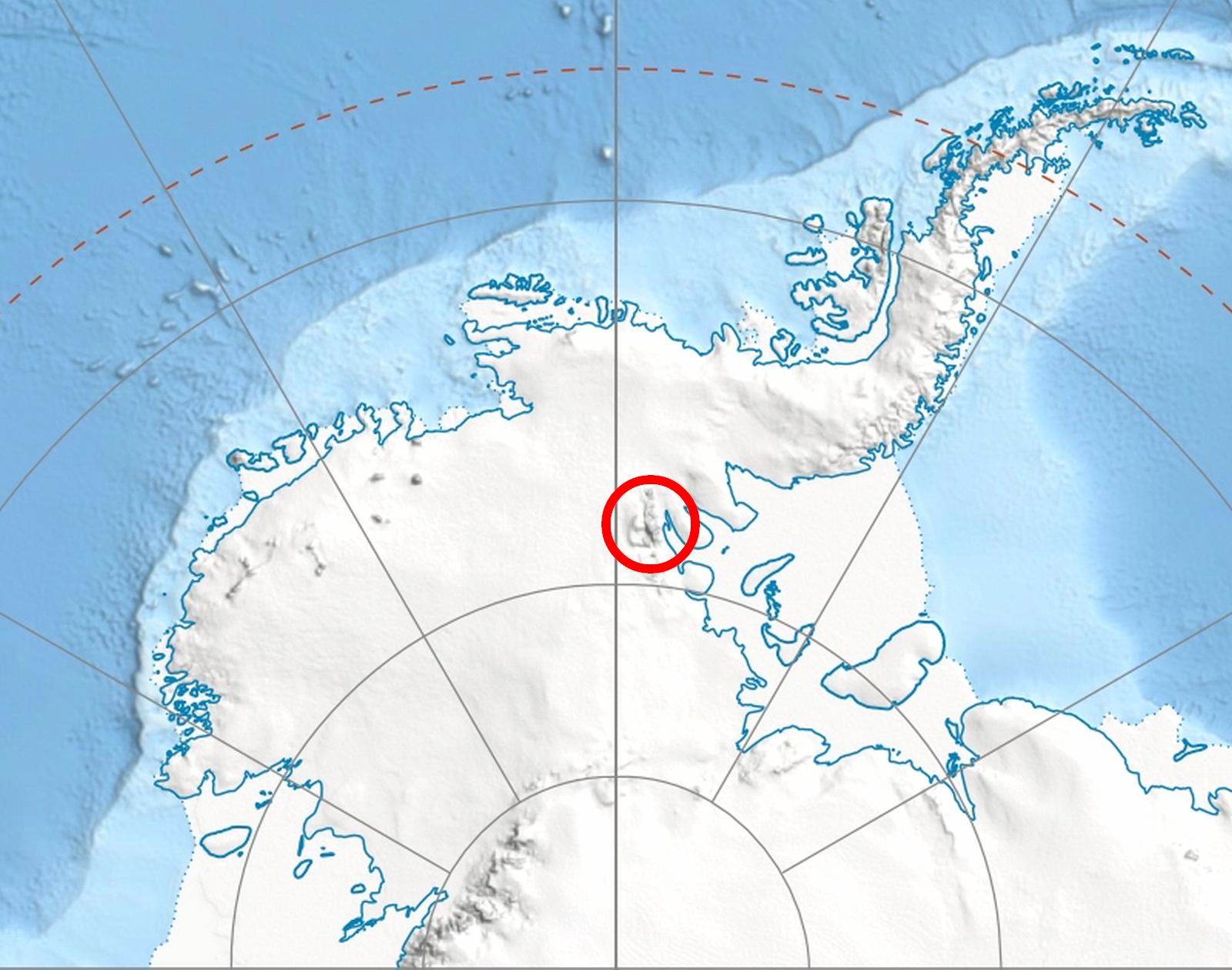

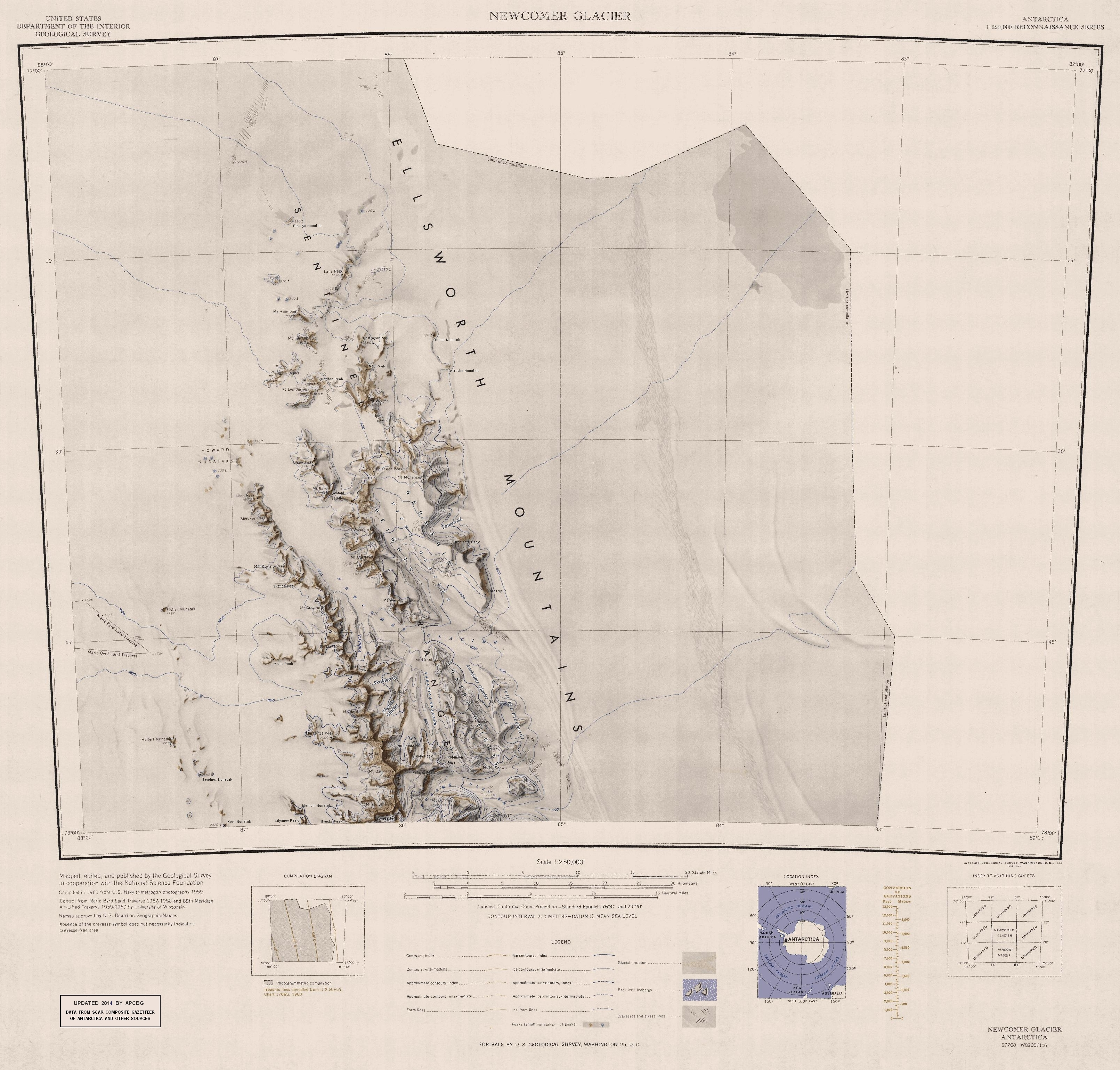

維杜爾冰川（英語：Vidul Glacier），是南極洲的冰川，位於埃爾斯沃思地中埃爾斯沃思山脈的森蒂納爾嶺地區，長7.5公里、寬1.4公里，流經賴默爾山北坡和道森山東坡，最終注入紐卡默冰川，現時由南極條約體系管理。